# Marian Zazeela
Marian Zazeela (New York, 15 aprile 1940 – New York, 29 marzo 2024) è stata un'artista, musicista e coreografa statunitense di origini russe nota per aver fatto parte del collettivo d'avanguardia Theatre of Eternal Music ed essere stata moglie di LaMonte Young.

## Biografia

### Formazione
Nata da genitori di origini russe ed ebraiche, Marian Zazeela crebbe nel Bronx e studiò alla Fiorello H. LaGuardia High School e al Bennington College, nel Vermont, dove fu allieva di Paul Feeley, Eugene C. Goossen e Tony Smith. Dopo aver conseguito un diploma in pittura nel 1960, tornò a New York.

### Carriera
Nel 1961, Marian Zazeela si occupò delle coreografie di uno spettacolo teatrale ispirato a The System of Dante's Hell di LeRoi Jones, mentre l'anno seguente apparve nella pellicola Flaming Creatures e nel libro illustrato The Beautiful Book di Jack Smith.
Nel frattempo, nel 1962, Marian Zazeela fece la conoscenza del compositore La Monte Young, con cui avviò un sodalizio artistico e sentimentale negli anni seguenti, e divenne la cantante e direttrice artistica dei Theatre of Eternal Music (poi rinominati The Dream Syndicate, da non confondere con l'omonimo gruppo rock), formazione di musica sperimentale che contò, fra gli altri, il fotografo Billy Name, il musicista minimalista Terry Riley, il compositore John Cale, il videoartista e musicista Tony Conrad, e il poeta e musicista Angus MacLise. Durante gli anni sessanta, Zazeela realizzò con la formazione delle installazioni sonore con frequenze sonore e luminose continue chiamate Dream Houses ("case del sogno"). Inoltre, i pionieristici spettacoli di luce del gruppo furono contemporanei a quelli di Dan Flavin e ispirarono Andy Warhol.
Durante gli anni settanta, Marian Zazeela frequentò i corsi di studio di musica classica indostana a Kairana con Pandit Prân Nath.

## Discografia
- 1969 – 31 VII 69 10:26 - 10:49 PM / 23 VIII 64 2:50:45 - 3:11 AM The Volga Delta (con LaMonte Young)
- 1974 – Dream House 78'17" (con LaMonte Young)
- 1999 – The Tamburas Of Pandit Pran Nath (con LaMonte Young)
- 2000 – Inside The Dream Syndicate Volume I: Day Of Niagara (con John Cale, Tony Conrad, Angus MacLise e La Monte Young)

## Opere
- 1996 – Selected Writings (con LaMonte Young)

## Filmografia

### Attrice
- Flaming Creatures, regia di Jack Smith (1963)
- Dirt, regia di Piero Heliczer - cortometraggio (1965)